# W Gruis
W Gruis är en kortperiodisk förmörkelsevariabel av Algol-typ, undervarianten AR Lacertae-typ (EA/AR) i stjärnbilden Tranan. 
Stjärnan varierar mellan visuell magnitud +8,89 och 9,53 med en period av 2,96854 dygn.